# Lokspindling
Lokspindling (Cortinarius callisteus) är en svampart som först beskrevs av Elias Fries, och fick sitt nu gällande namn av Elias Fries 1838. Lokspindling ingår i släktet Cortinarius och familjen spindlingar.  Arten är reproducerande i Sverige. Inga underarter finns listade i Catalogue of Life.
Svampen innehåller ett gift som främst skadar njurarna. Det kan leda till dödsfall. 

Källor
1. ↑  E.M. Fries (1818) , In: Observ. mycol. (Havniae) 2:51
2. ↑  E.M. Fries (1838) , In: Epicr. syst. mycol. (Upsaliae):281
3. 1 2  Bisby F.A., Roskov Y.R., Orrell T.M., Nicolson D., Paglinawan L.E., Bailly N., Kirk P.M., Bourgoin T., Baillargeon G., Ouvrard D. (red.) (26 februari 2011). ”Species 2000 & ITIS Catalogue of Life: 2011 Annual Checklist.”. Species 2000: Reading, UK. http://www.catalogueoflife.org/annual-checklist/2011/search/all/key/cortinarius+callisteus/match/1. Läst 24 september 2012.
4. ↑  Species Fungorum. Kirk P.M., 2010-11-23
5. 1 2  Dyntaxa Lokspindling